# Merochlorops atrata
Merochlorops atrata är en tvåvingeart som först beskrevs av Meijere 1919.  Merochlorops atrata ingår i släktet Merochlorops och familjen fritflugor. Inga underarter finns listade i Catalogue of Life.